# Bernd Dreher
Bernd Dreher, född 2 november 1966 i Leverkusen, är en tysk före detta fotbollsspelare. Han är för tillfället målvaktstränare i FC Bayern München. 
Bernd Dreher har tidigare spelat i Bayer Leverkusen, UC Uerdingen och FC Bayern München.

## Fotnoter
1. ↑  transfermarkt.com, transfermarkt.com spelar-ID: 196, läst: 9 oktober 2017.[källa från Wikidata]